# Mesalina pasteuri
Espèce
Synonymes
- Eremias pasteuri Bons, 1960

Statut de conservation UICN

 LC  : Préoccupation mineure
Mesalina pasteuri est une espèce de sauriens de la famille des Lacertidae.

## Répartition
Cette espèce se rencontre au Maroc, en Algérie, au Mali, au Niger et en Égypte.

## Étymologie
Cette espèce est nommée en l'honneur de Georges Pasteur.

## Publication originale
- Bons, 1960 : Description d'un nouveau lézard du Sahara: Eremias pasteuri sp. nov. (Lacertidés). Comptes rendus des séances mensuelles de la Société des sciences naturelles et physiques du Maroc, no 4, p. 69-71 (texte intégral).